# City of Armadale
Armadale är en kommun (local government area) i Australien. Den ligger i delstaten Western Australia, omkring 36 kilometer sydost om delstatshuvudstaden Perth. Antalet invånare är 73 725. Arean är 560 kvadratkilometer.
Följande samhällen finns i Armadale:
- Armadale
- Kelmscott
- Seville Grove
- Harrisdale
- Brookdale
- Bedfordale
- Roleystone
- Karragullen

I omgivningarna runt Armadale växer huvudsakligen savannskog. Runt Armadale är det ganska tätbefolkat, med 93 invånare per kvadratkilometer. Genomsnittlig årsnederbörd är 951 millimeter. Den regnigaste månaden är september, med i genomsnitt 168 mm nederbörd, och den torraste är februari, med 12 mm nederbörd.